# Kunsthochschule Musashino

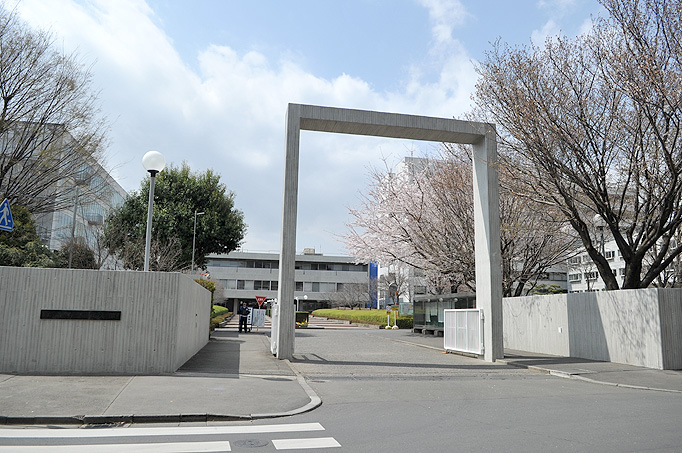

Die Kunsthochschule Musashino (japanisch 武蔵野美術大学, Musashino Bijutsu Daigaku, engl. Musashino Art University) ist eine Kunsthochschule in Kodaira.
Sie wurde im Oktober 1929 als Kaiserliche Kunstakademie (帝国美術学校, Teikoku Bijitsu Gakkō, engl. Teikoku Art School) gegründet. 1935 wurde die Kaiserliche Kunstakademie Tama ausgegliedert, die der heutigen Kunsthochschule Tama entspricht.
Im Dezember 1948 nahm sie ihren heutigen Namen an.
1963 nahm sie als Gründungsmitglied am Cité Internationale des Arts Paris teil.

## Bekannte Studenten und Professoren
- Shimizu Takashi (1897–1981), Bildhauer
- Hiromi Akiyama (1937–2012), Bildhauer
- Shun Akiyama (1930–2013), Literaturkritiker und Buchautor
- Kōji Ishikawa, Illustrator
- Satoshi Kon (1963–2010), Regisseur
- Motoko Dobashi (* 1976), Malerin
- Hiroki Endō (* 1970), Mangaka
- Yūko Shimizu (* 1946), Designerin
- Fusako Kuramochi
- Yoshihiko Wada
- Hiroshi Yamazaki
- Akira Nakao
- Shusaku Arakawa (1936–2010), Maler und Grafiker
- Aguri Uchida
- Jumpei Satō
- Masamune Kusano
- Naoto Fukasawa (* 1956), Designer
- Kenya Hara (* 1958), Graphiker, Gestalter und Kurator
- Kazunari Sakamoto (* 1943), Architekt
- Paru Itagaki (* 1993), Mangaka
- Izumi Miyazaki (* 1994), Fotografin